# Wybrzeże fierdowe
Wybrzeże fierdowe – wybrzeże z zatokami o ścianach dość stromych, ale niezbyt wysokich (30–50 m). Powstaje przez zalanie morzem niezbyt głębokich dolin polodowcowych na obszarach wyżynnych.
Występuje m.in.: na bałtyckim wybrzeżu Szwecji, wybrzeżach Chile, Nowej Zelandii.